# Cephalotes notatus
Cephalotes notatus é uma espécie de inseto do gênero Cephalotes, pertencente à família Formicidae.